# Ястребово (Русенская область)
Ястребово (болг. Ястребово) — село в Болгарии. Находится в Русенской области, входит в общину Русе. Население составляет 345 человек.

## Политическая ситуация
В местном кметстве Ястребово, в состав которого входит Ястребово, должность кмета (старосты) исполняет Рюкие Мыстынова Силянова (Движение за права и свободы (ДПС)) по результатам выборов правления кметства.
Кмет (мэр) общины Русе — Божидар Иванов Йотов (инициативный комитет) по результатам выборов в правление общины.